# Rita Bottiglieri
Rita Bottiglieri (né le 29 juin 1953 à Torre del Greco) est une athlète italienne, spécialiste du sprint et du pentathlon.

Elle a détenu de nombreux records et titres italiens. Elle a remporté trois médailles lors des Championnats d’Europe en salle. 